# Laudatores Temporis Acti
Laudatores Temporis Acti – trzeci album studyjny formacji Buldog. Premiera odbyła się 14 listopada 2011 roku nakładem wytwórni muzycznej Kayax.
Album zawiera 14 utworów. Podobnie jak przy poprzedniej płycie wykorzystane zostały teksty poetów (m.in. Juliana Tuwima, Rafała Wojaczka, Agnieszki Osieckiej, Wiktora Woroszylskiego, Josifa Brodskiego, Tadeusza Gajcego i Adama Asnyka). Cztery teksty są autorstwa wokalisty grupy, Tomasza Kłaptocza.

## Lista utworów
1. „Kremacja” (muz. Buldog, sł. Tomasz Kłaptocz) – 4:50
2. „Piosenka o Bośni” (muz. Buldog, sł. Josif Brodski, tłum. Stanisław Barańczak) – 4:09
3. „Jeżeli jest” (muz. Buldog, sł. Agnieszka Osiecka) – 4:07
4. „Modlitwa za rzeczy” (muz. Buldog, sł. Tadeusz Gajcy) – 4:25
5. „Humoreska” (muz. Buldog, sł. Julian Tuwim) – 4:16
6. „Niczyj” (muz. Buldog, sł. Julian Tuwim) – 4:03
7. „Do przodu tylko do przodu” (muz. Buldog, sł. Tomasz Kłaptocz) – 3:09
8. „Z wierszy o państwie I–IV” (muz. Buldog, sł. Julian Tuwim) – 4:19
9. „Daremne żale” (muz. Buldog, sł. Adam Asnyk) – 4:45
10. „Venus” (muz. Buldog, sł. Julian Tuwim) – 5:03
11. „Słowa do piosenki na ostatni dzień roku” (muz. Buldog, sł. Rafał Wojaczek) – 2:24
12. „Pewnej zimy w pewnym mieście robotnicy ostrzegają przechodniów żeby nie przyłączali się do nich” (muz. Buldog, sł. Wiktor Woroszylski) – 3:42
13. „Miłość, kości i skóra” (muz. Buldog, sł. Tomasz Kłaptocz) – 4:26
14. „Litania” (muz. Buldog, sł. Julian Tuwim; zawiera ukryty utwór) – 11:14

## Twórcy
- Tomasz Kłaptocz – wokal
- Piotr Wieteska – gitara basowa, miksowanie, producent
- Syn Stanisława – instrumenty klawiszowe
- Wojciech Jabłoński – gitara
- Adam Swędera – perkusja
- DJ George – gramofony
- Janusz Zdunek – trąbka
- Tomasz Glazik – saksofon tenorowy i barytonowy
- Jarosław Ważny – puzon
- Adam Toczko – realizacja, miksowanie